# Edegar Pretto
João Edegar Pretto (Tenente Portela, 17 de junho de 1971) é um político brasileiro, filiado ao Partido dos Trabalhadores (PT) e atual presidente da Companhia Nacional de Abastecimento (CONAB)

## Biografia
Edegar Pretto é filho de Adão Pretto (que foi deputado federal e faleceu em 2009) e de Otília Pretto. Apesar de ter em seu registro como natural de Tenente Portela se considera natural do município de Miraguaí, é formado em Gestão Pública, começou a trabalhar na pequena propriedade rural da família e depois seguiu os passos do seu pai na política e é integrante do grupo Cantadores da Luta do Povo.
É deputado estadual pelo Rio Grande do Sul desde 2011, filiado ao Partido dos Trabalhadores. Em 2017 foi presidente da Assembleia Legislativa do Estado do Rio Grande do Sul.
Nas eleições estaduais de 2010 foi eleito deputado estadual à Assembleia Legislativa do Rio Grande do Sul para à 53.ª Legislatura pelo PT com 69.233 votos,. já nas eleições estaduais de 2014, foi reeleito para 54.ª Legislatura com 73.122 votos  e nas eleições estaduais de 2018 foi novamente reeleito para 55.ª Legislatura com 91.471 votos. 
Também foi líder da bancada do PT na sua primeira legislatura, onde foi aliado do governador pelo seu partido Tarso Genro (2011-2015).
Em 2015, criou a Frente Parlamentar em Defesa da Alimentação Saudável e é o atual coordenador da mesma.
Em 2017, quando exerceu a presidência da Assembleia Legislativa, coordenou uma mobilização para garantir os ressarcimentos ao Estado pelas perdas com a Lei Kandir.
Em 2022, candidatou-se a governador do Rio Grande do Sul pela coligação Frente da Esperança que é formada pela FE Brasil que é composta pelos partidos PT, PCdoB e PV e pela Fed. PSOL REDE que é composta pelos partidos PSOL e REDE.
Aguarda nomeação, junto com nova diretoria, para assumir presidência da Companhia Nacional de Abastecimento (CONAB), que agora sai da alçada do Ministério da Agricultura e Pecuária (MAPA) e passa a ser vinculado com o Ministério do Desenvolvimento Agrário e Agricultura Familiar (MDA). Ele será empossado pelo titular da pasta, Paulo Teixeira. 

## Projetos e Leis

### SUSAF – Programa voltado para a Agroindústria Familiar
No seu primeiro mandato, foi o propositor do Sistema Unificado Estadual de Sanidade Agroindustrial Familiar, Artesanal e de Pequeno Porte (SUSAF-RS) que permite que as agroindústrias familiares ultrapassem as fronteiras dos municípios e possam comercializar seus produtos de origem animal em todo o território gaúcho, o que na prática resulta em crescimento, mais postos de trabalho e renda para as famílias.

### Combate ao Machismo e à violência contra a mulher
Também no primeiro mandato, Edegar Pretto foi coordenador da Frente Parlamentar dos Homens pelo fim da Violência Contra as Mulheres, que busca sensibilizar os homens da importância de ações preventivas e de combate à violência contra as mulheres. A frente mobilizou diversas entidades do Rio Grande Sul, inclusive os clubes de futebol Grêmio e Internacional.
Edegar foi coordenador do comitê gaúcho do movimento mundial HeForShe (em português é Eles Por Elas), organizado pela ONU.Foi através desse movimento que, durante a pandemia, 1500 farmácias e seis redes farmacêuticas colocaram na parede dos seus estabelecimentos a campanha Máscara Roxa. Dessa forma, as mulheres puderam registrar as suas denúncias de forma discreta. A campanha fez muitas mulheres saírem da condição de violência doméstica.

## Desempenho em eleições
| Ano  | Eleição                       | Coligação                                                           | Partido | Candidato a       | Votos              | Resultado             | Ref.   |
| ---- | ----------------------------- | ------------------------------------------------------------------- | ------- | ----------------- | ------------------ | --------------------- | ------ |
| 2010 | Estadual no Rio Grande do Sul | sem coligação                                                       | PT      | Deputado estadual | 69.233 (1,11%)     | Eleito                | [ 19 ] |
| 2014 | Estadual no Rio Grande do Sul | sem coligação                                                       | PT      | Deputado estadual | 73,122 (1,20%)     | Eleito                | [ 20 ] |
| 2018 | Estadual no Rio Grande do Sul | sem coligação                                                       | PT      | Deputado estadual | 91.471 (1,58%)     | Eleito                | [ 21 ] |
| 2022 | Estadual no Rio Grande do Sul | Frente da Esperança - FE Brasil (PT/PCdoB/PV) - Federação PSOL REDE | PT      | Governador        | 1.700.374 (26,77%) | Não eleito (3º lugar) | [ 22 ] |